# Srednji obrnjen petstrani heksekontaeder
| Srednji obrnjen petstrani heksekontaeder            | Srednji obrnjen petstrani heksekontaeder              |
| --------------------------------------------------- | ----------------------------------------------------- |
|                                                     |                                                       |
| Vrsta                                               | zvezdni polieder                                      |
| Elementi                                            | F = 60, E = 150, V =84 ({\displaystyle \chi \,} = -6) |
| Grupa simetrije                                     | I, [5,3]+, 532                                        |
| Sklici                                              | DU60                                                  |
| obrnjen prirezan dodekadodekaeder (dualni polieder) |                                                       |

Srednji obrnjen petstrani heksekontaeder je nekonveksen izoederski polieder. Njegovo dualno telo  je uniformni obrnjen prirezan dodekadodekaeder.

## Vir
- Wenninger, Magnus (1983), Dual Models, Cambridge University Press, ISBN 978-0-521-54325-5, MR730208 p. 124